# Fauquier County
Fauquier County är ett administrativt område i delstaten Virginia, USA, med 65 203 invånare. Den administrativa huvudorten (county seat) är Warrenton. 

## Geografi
Enligt United States Census Bureau så har countyt en total area på 1 687 km². 1 683 km² av den arean är land och 4 km² är vatten. Countyt ingår i Washingtons storstadsområde.

### Angränsande countyn
- Clarke County - nord
- Loudoun County - nord
- Prince William County - öst
- Stafford County - sydost
- Culpeper County - sydväst
- Rappahannock County - väst
- Warren County - nordväst